# Schrämkette
Eine Schrämkette ist eine umlaufende Gliederkette, die zur Gewinnung von Lagerstätteninhalten dient. Schrämketten werden im Bergbau als Gewinnungswerkzeuge an schneidend wirkenden Schrämmaschinen und an Continuous Minern älterer Bauart eingesetzt. Am besten haben sich Schneidketten bewährt, die mit Hartmetall bestückten Meißeln ausgestattet sind. Für das Schneiden von Hartgestein wie Marmor oder Travertin sind spezielle Schrämketten entwickelt worden.

## Aufbau
Die Schrämkette besteht aus einzelnen Kettengliedern. Jedes Kettenglied besteht aus einer speziell geformten Tasche bzw. Nocke, dem Meißelhalter, auch Pickenhalter genannt. In diese Taschen wird der Schrämmeißel, auch Picke oder Zahn genannt, gesteckt. Die Anzahl der Meißel liegt bei Ketten älterer Bauart zwischen 25 und 40 Meißeln und bei Ketten neuerer Bauart (die sogenannte Rekordkette) zwischen der eineinhalbfachen bis doppelten Anzahl an Meißeln. An den Meißelhaltern sind seitlich Druckschrauben oder Klemmschrauben angebracht, um die Schrämmeißel zu befestigen. Durch die Schrauben werden die Meißel gegen den Meißelhalter gedrückt und so festgehalten. Die Meißellöcher an den einzelnen Meißelhaltern sind gegeneinander versetzt. Dadurch bedingt verteilen sich die Schrämmeißel über die gesamte Schrambreite. Zudem sind die Meißel so eingebaut, dass die Richtung der Meißel bei jedem Meißelhalter wechselt. An den einzelnen Meißelhaltern befinden sich Verbindungslaschen. Die Ketten sind an den Verbindungslaschen miteinander vernietet oder bei verbesserten Ketten mit Bolzen verbunden. Bei der Verbindung mit Bolzen lassen sich Reparaturarbeiten bei einem Kettenriss schneller durchführen. Je nach Kettenausführung hat eine Schrämkette neun, elf oder dreizehn Meißelreihen. Dadurch werden Schramdicken von 120 bis 175 Millimetern erzielt. Welche Schramdicke jeweils verwendet wird, hängt von dem jeweils Vor Ort herrschendem Gebirgsdruck und der Form des Liegenden ab. Ketten neuerer Bauart mit elf oder dreizehn Meißelreihen haben gegenüber den Ketten älterer Bauart eine bessere Laufruhe. Die ist bedingt durch einen verbesserten Schnittvorgang, gleichmäßigeres Schneiden und gröberes Schrämklein. Auch ist bei Schrämketten neuerer Bauart die Staubentwicklung nicht so groß wie bei den Ketten älterer Bauart. Die Schrämketten haben, je nach Größe der Schrämmaschine, eine Länge von bis zu zehn Metern.

### Schrämmeißel
Die Schrämmeißel sind aus Stahl gefertigt und haben eine verschleißarme Schneide aus Hartmetall. Für weicheres Gestein werden auch Meißel genutzt, die komplett aus Spezialstahl gefertigt wurden. Diese Zähne werden mit einer besonderen thermischen Behandlung versehen. Bei dieser thermischen Behandlung werden sie entsprechend gehärtet, gleichzeitig erhalten sie durch diese Wärmebehandlung die erforderliche Zähigkeit. Als Meißeltypen wurden Stiftmeißel und Plattenmeißel eingesetzt. Am besten bewährt haben sich Plattenmeißel mit Hartmetallplättchen, die einen Kobaltgehalt von neun bis elf Prozent haben. Plattenmeißel haben einen allseitigen Kantenschnitt und schützen den Schaft länger vor Verschleiß als Stiftmeißel. Außerdem lassen sie sich besser nachschleifen. Die Meißel verschleißen an den Schneidflächen und an den Freiflächen. Die Meißel haben beim Schrämen in Steinkohle eine Einzelstandlänge, das ist die Fläche, die zwischen zwei Nachschliffen mit dem Meißel geschrämt werden kann, von 500 bis 4500 Quadratmetern. Die Gesamtstandlänge, das ist die gesamte Fläche die während der Lebensdauer eines Meißels geschrämt werden kann, beträgt in Steinkohle zwischen 1000 und 40.000 Quadratmeter. Die Standlänge hängt ab von der Art und Härte des zu schrämenden Minerals, von der Schnitt- und Vorschubgeschwindigkeit, von der Güte der thermischen Behandlung der Meißel und von der Pflege des Meißels. Durch den Einsatz von Meißelschneiden aus Sinterhartmetall konnte die Standlänge der Meißel gegenüber Stahlmeißeln deutlich verbessert werden.  So ist die Standlänge mit Hartmetall bestückten Schneidmeißeln mehr als zwanzig mal so hoch wie bei normalen Stahlmeißeln. Damit die Schrämmeißel lange genug eingesetzt werden können, müssen sie rechtzeitig nachgeschliffen werden. Abgenutzte Zähne werden in bestimmten Zeitabständen durch neue ersetzt. Alle Meißel einer Kette sind nummeriert und sollten nur durch Meißel mit der gleichen Nummer ersetzt werden. Zudem müssen alle Meißel mittels einer Schablone so in den Meißelhalter eingebaut werden, dass sie gleichmäßig aus dem Meißelhalter herausstehen.

## Einsatz
Die Schrämkette wird auf den Schrämarm der Schrämmaschine aufgezogen und in einer Schiene geführt. Durch diese Bauweise wird das Durchhängen der Kette verhindert. Allerdings entsteht hierbei aufgrund des Anpressdruckes eine beträchtliche Reibung. Die Kettenspannung muss so eingestellt sein, dass die Kette weder zu locker noch zu straff ist. Beim Schrämen muss die Kette so laufen, dass die schneidenden Schrämmeißel aus dem Schram heraustreten. Dadurch wird die Schrämmaschine gegen den Stoß gezogen und das Schrämklein wird aus dem Schram herausgefördert. Abhängig vom Stoß muss die Schrämkette rechts oder links herum laufen. Die Schramdicke muss bei druckhaftem Gebirge und welligem Liegenden 175 Millimeter betragen. Bei nicht druckhaftem Gebirge und ebenem Liegenden reichen Schramdicken von 120 Millimetern aus. Die optimale Schrämkettengeschwindigkeit liegt, je nach zu schrämenden Mineral, zwischen 0,4 Metern pro Sekunde und fünf Metern pro Sekunde.